# Florentin Cruceru
Florentin Cruceru (n. 25 martie 1981 în Găești, județul Dâmbovița) este un fotbalist român care joacă pentru echipa CS Juventus București pe postul de mijlocaș ofensiv. A debutat în Liga I pe data de 3 august 2001 în meciul Sportul Studențesc - Petrolul Ploiești 3-0.